# Guy Learmonth
Guy Learmonth (* 20. April 1992 in Berwick-upon-Tweed) ist ein britischer Mittelstreckenläufer aus Schottland, der sich auf die 800-Meter-Distanz spezialisiert hat.

## Sportliche Laufbahn
Erste internationale Erfahrungen sammelte Guy Learmonth im Jahr 2011, als er bei den Junioreneuropameisterschaften in Tallinn im 800-Meter-Lauf mit 1:51,72 min im Halbfinale ausschied. 2014 startete er für Schottland erstmals bei den Commonwealth Games in Glasgow und belegte dort in 1:46,69 min den sechsten Platz. Im Jahr darauf erreichte er bei den Halleneuropameisterschaften in Prag nach 1:47,84 min ebenfalls Rang sechs. 2017 schied er dann bei den Halleneuropameisterschaften in Belgrad mit 1:47,73 min im Vorlauf aus und im August erreichte er bei den Weltmeisterschaften in London das Halbfinale, in dem er mit 1:46,75 min ausschied. 2018 scheiterte er bei den Commonwealth Games im australischen Gold Coast mit 1:49,20 min in der ersten Runde und im August schied er bei den Europameisterschaften in Berlin mit 1:46,83 min im Halbfinale aus. Auch bei den Leichtathletik-Halleneuropameisterschaften 2019 in Glasgow erreichte er das Halbfinale, konnte dort aber sein Rennen nicht beenden. Zwei Jahre später schied er bei den Halleneuropameisterschaften in Toruń mit 1:47,92 min ebenfalls im Halbfinale aus. 2022 verpasste er bei den Hallenweltmeisterschaften in Belgrad mit 1:49,13 min den Finaleinzug und belegte mit der britischen 4-mal-400-Meter-Staffel in 3:08,30 min den sechsten Platz. im August belegte er bei den Commonwealth Games in Birmingham in 1:48,82 min den sechsten Platz.
2023 gelangte er bei den Halleneuropameisterschaften in Istanbul mit 1:48,46 min auf Rang sechs.
In den Jahren 2015 und 2017 sowie 2020 und 2023 wurde Learmonth britischer Hallenmeister im 800-Meter-Lauf.

## Persönliche Bestzeiten
- 800 Meter: 1:44,73 min, 22. Juli 2018 in London
  - 800 Meter (Halle): 1:46,36 min, 3. Februar 2023 in Erfurt